# Ла Хонда (Калифорнија)
Ла Хонда (енгл. La Honda) насељено је место без административног статуса у америчкој савезној држави Калифорнија.

## Демографија
По попису из 2010. године број становника је 928.
| Група             | 2000.    | 2010.       |
| Белци             | 0 (0,0%) | 776 (83,6%) |
| Афроамериканци    | 0 (0,0%) | 13 (1,4%)   |
| Азијати           | 0 (0,0%) | 16 (1,7%)   |
| Хиспаноамериканци | 0 (0,0%) | 69 (7,4%)   |
| Укупно            | 0        | 928         |